# Hasan Makić
Hasan Makić (geb. 23. Februar 1955 im Dorf Bag der Gemeinde Bužim) ist eine Persönlichkeit des Islams in Bosnien und Herzegowina. Er ist Mufti von Bihać seit der Gründung des Muftiats im Jahr 1993 und als solcher Mitglied des Mufti-Rates der Islamischen Gemeinschaft in Bosnien und Herzegowina. 
Er besuchte zunächst die Grundschule in Bužim und schrieb sich dann an der Gazi-Husrev-bey-Medresa in Sarajevo ein, mit Abschluss im Jahr 1975. 1982 machte er seinen Abschluss an der Fakultät für Theologie (uṣūl ad-dīn) der Islamischen Universität Muhammed b. Saud in Riad, Saudi-Arabien.
Er hat viele Schriften im Themenbereich Hadith und Fiqh verfasst und arbeitete an der Übersetzung und Kommentierung der Hadith-Sammlung von Buchari (Sarajevo: El-Kalema, 1990).
Er war einer der Unterzeichner der Botschaft aus Amman (Amman Message) und einer der Unterzeichner bei der Common Word Initiative.